# Eva Bowring
Pour les articles homonymes, voir Bowring.
Eva Bowring, née le 9 janvier 1892 et morte le 8 janvier 1985, est une femme politique républicaine américaine. Elle est sénatrice du Nebraska en 1954 après le décès du sénateur Dwight Griswold, devenant la première femme dans l’histoire de l’État à accéder à une telle fonction. Elle est nommée pour assurer la vacance du poste par le gouverneur Robert B. Crosby ; Hazel Abel, une autre femme politique, qui elle est élue sénatrice, lui succède la même année.

## Sources
- (en) Cet article est partiellement ou en totalité issu de l’article de Wikipédia en anglais intitulé « Eva Bowring » (voir la liste des auteurs).